# Victor Franz Hess
Victor Franz Hess (24. června 1883 – 17. prosince 1964 Mount Vernon, USA) byl rakouský fyzik, který v roce 1936 získal Nobelovu cenu za objev kosmického záření. Cenu sdílí s americkým fyzikem Carlem Davidem Andersonem.

## Život
Vystudoval univerzitu ve Štýrském Hradci, v období 1910–1920 byl asistentem v radiologickém ústavu akademie věd ve Vídni. Od roku 1920 byl profesorem experimentální fyziky na své Alma mater. V letech 1921–1923 na univerzitě ve Washingtonu byl vedoucím výzkumného radiologického ústavu a od roku 1931 působil coby profesor v Innsbrucku a i vedoucí ústavu pro výzkum záření.
Jeho výzkum se týkal různých druhů záření a elektrických vlastností atmosféry. Hess usilovně pátral po příčině ionizace vzduchu. Právě ona způsobuje samovolné vybíjení elektroskopu stíněného vrstvou olova. Roku 1912 při experimentech s balóny dospěl Hess k závěru, že toto záření nemá pozemský původ, neboť s rostoucí výškou jeho intenzita stoupá, a že tedy jediným možným zdrojem tohoto záření je vesmír (kosmos), a proto toto záření pojmenoval kosmickým. Hessův objev měl stěžejní význam pro další rozvoj fyziky elementárních částic a pozdější výzkum tohoto typu záření přinesl objev nových částic, které se v přírodě vyskytují jen jako složky tohoto záření.

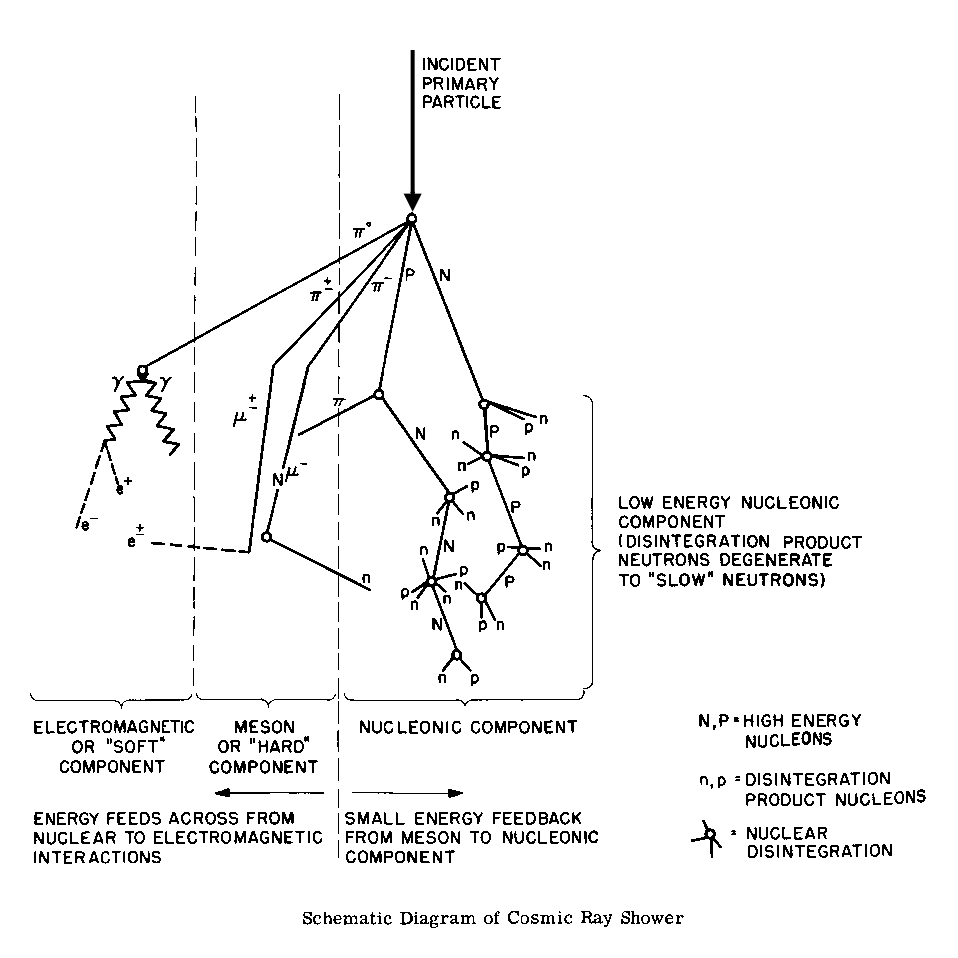
Diagram průchodu kosmického záření atmosférou

Významný byl jeho čtvrtý let balónem Böhmen, s nímž odstartoval 7. srpna 1912 z Ústí nad Labem (před tím startoval z Vídně). Balón byl plněný vodíkem z místní chemičky a dosáhl výšky více než pěti km.
Roku 1938 uprchl se svou židovskou ženou do Spojených států amerických, aby unikl nacistické perzekuci. Tam žil až do své smrti roku 1964.

## Dílo
- Conductivity of the Atmosphere (Vodivost atmosféry, 1928) a
- Cosmic Rays and Their Biological Effects (Kosmické záření a jeho vliv na biosféru, 1949).